# Gary Goldman
Gary Wayne Goldman (n. 17 de noviembre de 1944 en Oakland, California) es un animador, guionista, productor y director estadounidense, más conocido por su colaboración con el director y animador Don Bluth, con quien ha trabajado en varias de sus más famosas producciones.

## Biografía
Gary nació en Oakland, California y creció en Watsonville, California. En sus años de juventud, Gary practicaba los deportes como el béisbol, e incluso fue mariscal de campo de fútbol americano en sus estudios secundarios, El estudió Piano y sus pasatiempos era hacer maquetas y dibujar. Antes de dedicarse a la Animación, se desempeñó como técnico de electrónica en la Fuerza Área de los Estados Unidos desde 1962 hasta 1967, ha sido asignado en trabajos en Japón y Alemania. Sus estudios profesionales iniciaron en 1969 en Cabrillo College y se graduó en 1971 Con una licenciatura en las Bellas Artes e Historia del Dibujo y el Arte en la Universidad de Hawái.

## Carrera

### Disney (1972-1978)
Gary inició su carrera en Walt Disney Animation Studios en febrero de 1972 como un artista Intercalador trabajando para el famoso animador Frank Thomas en la película Robin Hood, pero, sin embargo, debutó como animador en el cortometraje Winnie Pooh ¡Y Tigger También!, después de esos trabajos, participó en las películas The Many Adventures of Winnie the Pooh, The Rescuers y Pete's Dragon, y más tarde, debutó como Supervisor de Animación en el cortometraje The Small One y también trabajó en la película The Fox and the Hound, pero en 1978, desafortunadamente, Gary (sin terminar la tarea en The Fox and the Hound), se unió con Don Bluth y John Pomeroy y algunos animadores, dejaron Disney para crear Sullivan Bluth Studios.

### Don Bluth (1978-presente)
Gary (junto con Bluth y Pomeroy), al dejar los estudios Disney, crearon su primer proyecto de animación: Banjo, el Gato Vagabundo, donde Gary debutó como Productor, y fue estrenado en los cines en 1979. También trabajó para la aclamada película The Secret of NIMH donde Gary trabajó como Guionista, Productor y Supervisor de Animación. También fue el responsable de los videojuegos Dragon's Lair y Space Ace. También trabajó en las películas An American Tail, The Land Before Time, y debutó como director en la película Todos los perros van al cielo. Después de estos trabajos, Gary produjo e dirigió las películas Rock-a-Doodle, Pulgarcita, A Troll in Central Park, The Pebble and the Penguin, Anastasia, Bartok el Magnífico y Titan A.E.
Gary, junto con Don Bluth, a pesar de los éxitos y fracasos que han tenido, siguen trabajando juntos.

## Filmografía

### Como animador
Animación de personajes
- Winnie Pooh ¡Y Tigger También!-¿?
- The Many Adventures of Winnie the Pooh-¿?
- The Rescuers-¿?
- Pete's Dragon-Elliot
- Banjo, el Gato Vagabundo-¿?

Como supervisor de animación
- The Small One-¿?
- The Fox and the Hound-Mamá Búho (Inicio)
- The Secret of NIMH-Martin Brisby, Tia Angustias, Sullivan

### Como productor
- Banjo, el Gato Vagabundo
- The Secret of NIMH
- Dragon's Lair (Videojuego)
- Space Ace (Videojuego)
- An American Tail
- The Land Before Time
- Todos los perros van al cielo
- Dragon's Lair 2 (Videojuego)
- Rock-a-Doodle
- Pulgarcita
- A Troll in Central Park
- The Pebble and the Penguin
- Anastasia
- Bartok el Magnífico
- Titan A.E.

### Como director
- Todos los perros van al cielo (Codirector)
- Rock-a-Doodle (Codirector)
- Pulgarcita
- A Troll in Central Park
- The Pebble and the Penguin
- Anastasia
- Bartok el Magnífico
- Titan A.E. (Codirector)

### Como guionista
- The Secret of NIMH
- Todos los perros van al cielo
- Rock-a-Doodle
- A Troll in Central Park

### Como intercalador
- Robin Hood

- Datos: Q667959